# 生物检索表
生物检索表是生物学研究中常用的一种专业工具书，用于对未知分类地位的细菌、植物、动物等生物进行科学分类和鉴别。根据使用目的的不同，生物检索表会分至不同的分类阶元。检索表将某一群生物依照某些稳定且易于观察和鉴别的特征进行一系列的二分，最终指向界、門、綱、目、科、屬、種乃至亚种等分类阶元。检索表一般不提供直观的图片，也不对不同类群的生物进行完整的特征描述，用于二分的文字描述常涉及大量专业术语，因而使用检索表需要一定专业背景并接受专门的训练，否则很难通过检索表获得正确的结果。但是由于检索表以稳定而显著的特征进行分类，故而使用检索表鉴定生物物种一般能够得到比较准确的结果。目前，检索表是动物志、植物志等志书必不可少的一部分，一些生物类群也有独立的检索表出版。

## 历史
生物检索表的雏形最早可以追溯到希腊时代的草药学专著，在一些专著里面，编者试图依照二叉分类法将草药归类，这在形式上与今日的生物检索表非常相似，但是由于这种规类并非基于科学分类法，因而本质上并不同于现在的生物检索表。
法国生物学家拉马克被认为是最早提出现代生物检索表思想的学者，他承认种一级的生物分类阶元，但是对种以上包括界、门、纲、目、科、属等阶元提出置疑，他主张按照生物的特征对其进行二歧分类，这就是生物检索表赖以成立的二歧分类原则。

## 结构
所有生物检索表均以二歧分类的方式对生物进行分类，逻辑结构完全相同。在具体编制和排版上则有三种不同的结构：定距式检索表、平行式检索表和连续平行式检索表。其中定距式检索表最为常见

### 定距式检索表
定距式检索表将成对的特征分列在检索表的不同部分，以相同的号码标志，在每一特征之下对这一特征进一步进行分类，不同编码的特征会依次缩进。此类检索表同一特征群体的生物在空间上比较接近，但是成对特征之间的距离常常很远。
下面以蔷薇科四个亚科为例展示定距式检索表：
1.果不开裂；全具有托叶……………………2
2.子房上位……………………3
3.心皮多数，聚合瘦果或蔷薇果，多为复叶……………………蔷薇亚科
3.心皮1个偶见2个或5个，核果，单叶……………………梅亚科
2.子房下位或半下位，2至5心皮合生；梨果……………………苹果亚科
1.果开裂；蓇葖果或浆果，5心皮离生；无托叶……………………绣线菊亚科

### 平行式检索表
平行式检索表将成对特征紧临排列，并标示为相同的序号，每一种特征之后指向下一对特征的序号。不同序号的特征之间并不缩进。这种检索表将成对特征相临排列，但同一特征群的生物相互区隔。示例如下：
1.果开裂；蓇葖果或浆果，5心皮离生；无托叶…………………绣线菊亚科
1.果不开裂；全具有托叶…………………………………………2
2.子房下位或半下位，2至5心皮合生；梨果……………………苹果亚科
2.子房上位…………………………………………………………3
3.心皮多数，聚合瘦果或蔷薇果，多为复叶……………………蔷薇亚科
3.心皮1个偶见2个或5个，核果，单叶…………………………梅亚科

### 连续平行式检索表
连续平行式检索表将成对特征分列在检索表的不同位置，将具有相同特征的生物群在空间上临近排列，依照排列顺序为特征编号，每对特征会有两个不同的编号，需用括号标明，查阅检索表时若特征相互符合，则依顺序查阅下一条特征，若不符合则按照括号中注明的编号查阅另一组特征。这类检索表将具有相同特征的生物群临近排列，但成对特征被分开，而且不赋予相同序号。示例如下：
1.(6)果不开裂；全具有托叶
2.(5)子房上位
3.(4)心皮多数，聚合瘦果或蔷薇果，多为复叶……………………蔷薇亚科
4.(3)心皮1个偶见2个或5个，核果，单叶……………………梅亚科
5.(2)子房下位或半下位，2至5心皮合生；梨果……………………苹果亚科
6.(1)果开裂；蓇葖果或浆果，5心皮离生；无托叶……………………绣线菊亚科